# NGC 4688
NGC 4688 (również PGC 43189 lub UGC 7961) – galaktyka spiralna z poprzeczką (SBc), znajdująca się w gwiazdozbiorze Panny. Odkrył ją William Herschel 17 kwietnia 1786 roku.
W galaktyce tej zaobserwowano supernową SN 1966B.